# 아베 마유미 (농구 선수)
아베 마유미(일본어: 阿部 真弓, 1984년 6월 14일~)는 일본의 농구 선수, 지도자이다. 선수 시절 포지션은 포워드이다.

## 지도자 경력
2025년 대한민국의 여자 농구단인 인천 신한은행 에스버드의 수석코치으로 부임하였다.